# 484
Évszázadok: 4. század – 5. század – 6. század
Évtizedek: 430-as évek – 440-es évek – 450-es évek – 460-as évek – 470-es évek – 480-as évek – 490-es évek – 500-as évek – 510-es évek – 520-as évek – 530-as évek
Évek: 479 – 480 – 481 – 482 –  483 – 484 – 485 – 486 – 487 – 488 – 489

## Események

### Európa
- A Zénón bizánci császárban csalódott volt fővezér, Illosz fellázad és egy arisztokrata barátját, Leontioszt kiáltja ki császárrá. Kiszabadítják a Papüriosz erődjében fogva tartott Verinát (Zénón anyósát), aki hajlandó megkoronázni Leontioszt és levelet ír a birodalom nagyobb városainak kormányzóinak, hogy ismerjék el őt uralkodónak. Illosz legyőzi az ellene küldött császári sereget és bevonul Antiokheiába.
- Zénón újabb sereget küld a lázadók ellen az osztrogót Theodoric (aki ebben az évben a consuli tisztséget is betölti) és Szkíta Ióannész vezetésével. Illosz vereséget szenved és társaival együtt beszorul Papüriosz erődjébe, amelyet négy éven át védelmeznek. Az idős Verina még az ostrom elején meghal.
- Ióannész Talaia volt alexandriai pátriárka Rómába érkezik és elpanaszolja III. Felix pápának, hogy azért váltották le, mert ellenezte Zénón császár Hénótikon rendeletét az ortodox és monofizita nézetek összebékítéséről. Felix követeket küld Konstantinápolyba, magyarázatot követelve a császártól és Akakiosz konstantinápolyi pátriárkától, a rendelet megszövegezőjétől. Követeit azonban letartóztatják és arra kényszerítik hogy úrvacsorát fogadjanak el Akakiosz kezéből. Felix válaszul kiátkozza Akakioszt és III. Péter alexandriai pátriárkát (Ióannész utódját). Az ún. akakioszi egyházszakadás 519-ig áll fenn.
- Meghal Euric vizigót király, aki meghódította majdnem egész Ibériát és a mai Franciaország déli felét. Utódja fia, II. Alaric.

### Észak-Afrika
- Februárban Huneric vandál király zsinatot hív össze Karthágóban, ahol megpróbálja meggyőzni országa katolikus püspökeit, hogy térjenek át az arianizmusra. Mikor azok ezt megtagadják, valamennyiüket lemondatja, néhányukat kivégezteti, másokat Korzikára és Szardíniára száműz.
- Decemberben meghal Huneric. Utódja unokaöccse, Gunthamund.

### Perzsia
- I. Péroz szászánida király két kudarcba fúlt hadjárat után harmadszor is hadat üzen a heftalita hunoknak. Azok csapdát állítanak: a harctéren előzőleg egy nagy álcázott árkot ásnak, amelybe a rohamozó perzsa lovasság belezuhan. A csatában Péroz király és négy fia vagy fivére is életét veszti. A katasztrofális vereség után a hunok elfoglalják a birodalom keleti városait: Neisápurt, Herátot és Mervet. A szászánidák trónját Péroz öccse, Balás örökli, aki éves adó fejében békét köt a hunokkal.
- Balás kiegyezik a lázadó örményekkel, a nvarszaki békében beleegyezik, hogy a kereszténység legyen Örményország államvallása és betiltsák a zoroasztrizmust; a lázadók vezérét, I. Vahan Mamikonjant pedig kinevezi kormányzóvá. A király békét köt a lázadó vazallus ibériaiakkal is és engedélyezi, hogy királyuk, I. Vahtang visszatérjen a trónjára.
- Péroz fia, Zarer fellázad Balás ellen, aki az örmények segítségével leveri a felkelést.

### Japán
- Meghal Szeinei császár. Mivel nincsenek gyermekei, Ricsú császár két unokáját, Oke és Voke hercegeket jelöli meg utódjaként. A két herceg azonban nem akarja vállalni a tisztséget, csak a következő évben tudják rávenni Vokét, hogy foglalja el a trónt. Voke a Kenzó uralkodói nevet veszi fel.

## Születések
- Szent Brendan, ír szerzetes

## Halálozások
- december 23. – Huneric, vandál király
- december 28. – Euric, vizigót király
- I. Péroz, szászánida király
- Szeinei, japán császár
- Verina, I. Leo bizánci császár felesége

## Fordítás
- Ez a szócikk részben vagy egészben  a(z)   484 című angol Wikipédia-szócikk ezen változatának fordításán alapul.  Az eredeti cikk szerkesztőit annak laptörténete sorolja fel. Ez a jelzés csupán a megfogalmazás eredetét és a szerzői jogokat jelzi, nem szolgál a cikkben szereplő információk forrásmegjelöléseként.